# Madison Marsh

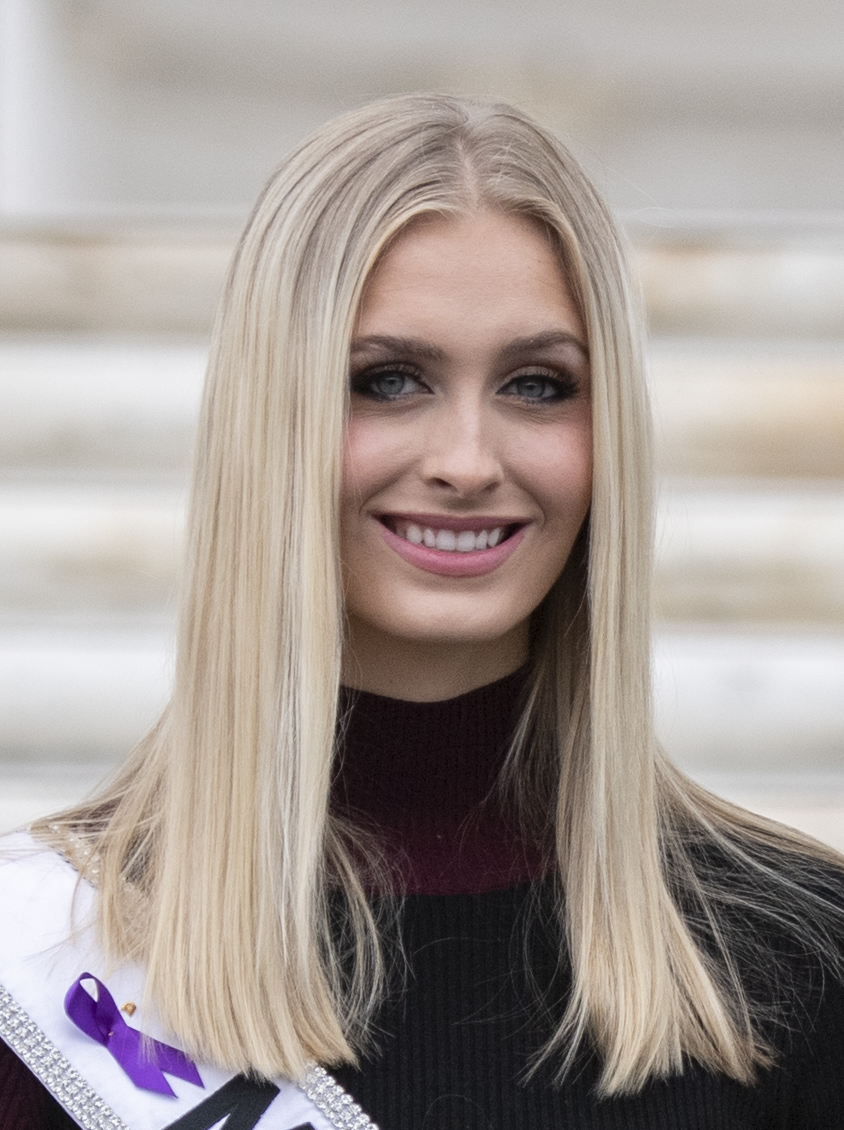
Madison Marsh (2024)

Madison Isabella Marsh (* 2001 in Fort Smith, Arkansas, USA) ist eine US-amerikanische Pilotin und Schönheitskönigin. Sie wurde am 14. Januar 2024 zur Miss America 2024 gekrönt.

## Leben und Werk
Madison ist die Tochter von Mike und Whitney Marsh und erwarb mit 16 Jahren ihre Pilotenlizenz. Sie erlangte 2019 ihren Abschluss an der Southside High School und studierte an der United States Air Force Academy (USAFA) in El Paso County, Colorado. Hier erhielt sie 2023 einen Abschluss in Physik mit Schwerpunkt Astronomie. Sie absolvierte ein Praktikum bei der NASA zur Erforschung von Gammastrahlenausbrüchen und arbeitete am Etelman-Observatorium auf den US-amerikanischen Jungferninseln, wo sie mit dem Virgin Islands Robotic Telescope Studien zur Grenzhelligkeit durchführte. Anschließend begann sie mit einem nationalen Truman-Stipendium ihr Masterstudium am Public-Policy-Programm der Harvard Kennedy School.
Während ihrer Zeit bei der USAFA beschloss Marsh, an Schönheitswettbewerben teilzunehmen. 2023 wurde sie zur Miss Colorado und am 14. Januar 2024 in Orlando zur Miss America gekürt.
Marsh ist Second Lieutenant (Leutnant) der Luftwaffe und damit die erste aktive Luftwaffenoffizierin, die den Titel Miss America trägt. Nachdem ihre Mutter 2018 an Bauchspeicheldrüsenkrebs gestorben war, gründete sie mit ihrer Familie die Whitney Marsh Foundation. Als Präsidentin und Gründerin konnte sie mit ihrem Führungsteam bei der Stiftung mehr als eine Viertelmillion Dollar für die Forschung aufbringen.
Sie ist zweimaliger National Astronaut Scholar, stand achtmal auf der Dean’s List der USAFA, dreimal auf der Superintendent’s List der USAFA und war National Rhodes Finalist.